# Système sensoriel

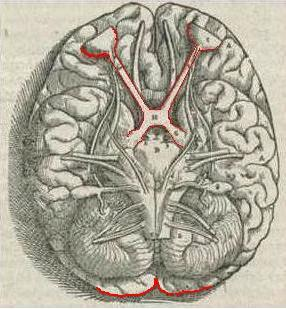
Système sensoriel dans le cerveau.

Un système sensoriel est une partie du système nerveux responsable de la sensation et regroupe les récepteurs sensoriels, les voies nerveuses, et les parties du cerveau responsables du traitement de l'information sensorielle. 
L'ensemble des systèmes sensoriels se divisent en sensibilité générale (somesthésie , stimulation des tissus du corps : pression, température, vibration) et en sens dits spécifiques (vision, odorat, goût, ouïe et toucher).
Il existe sept sens : les cinq sens vu ci-dessus (vision, odorat, goût, ouïe et toucher), ainsi que le système vestibulaire et le système proprioceptif. Certains scientifiques parlent également d'un huitième sens, le système intéroceptif. 

## Fonctions

### Traitement sensoriel
L'expression Traitement sensoriel a plusieurs sens dans la littérature scientifique. Elle peut décrire, selon le contexte : 
- l'acuité d'un sens (ex : acuité visuelle, acuité auditive), correspondant à un spectre qui s'étend de l'absence totale de perception (ex : surdité totale) à une herpersensibilité, en passant par l'hyposensibilité ou une perception jugée "dans la norme"[2] ;
- les modes et mécanismes de traitement, dans un système sensoriel (ex : trouble de la vision, trouble de l'audition)[2] ;
- la réponse neurophysiologique à divers stimuli (ce qui est perçu comme une sensations). C'est une notion notamment utilisé par l'industrie alimentaire quand elle évoque le « traitement sensoriel »[2].

### Codage
Les systèmes sensoriels encodent différents aspects d'un stimulus sur la base de ses propriétés physiques qui dépendent de la modalité sensorielle considérée et du profil sensoriel. Ainsi un même stimulus peut être capté par différents systèmes sensoriels. Par exemple, le Soleil émet à la fois de la lumière perçue par les yeux et de la chaleur perçue par les thermorécepteurs de la somesthésie. Mais même au sein d'un système sensoriel donné différentes dimensions peuvent être traitées séparément. Ainsi, dans le système auditif, la  position spatiale d'une source sonore est déterminée à la fois par la détection du délai interaural, c'est-à-dire la différence de temps entre l'arrivée du son à une oreille puis à l'autre, mais la localisation sonore peut aussi utiliser des indices monoauraux comme l'atténuation du son par le pavillon auriculaire. Ces deux types d'indices sont traités de façon relativement séparés au niveau des voies auditives jusqu'au aires auditives primaires du cerveau.

### Modalité
Il y a diverses modalités (ou types) de stimuli :
- lumière ;
- son ;
- pression, vibration ;
- température ;
- goût ;
- odeurs.

Le type de récepteur sensoriel activé par un stimulus joue le rôle primordial dans le codage de la modalité du stimulus. Ainsi la pression mécanique peut activer deux types différents de mécanorécepteurs suivant son intensité et donc deux systèmes sensoriels différents au sein de la modalité tactile qui induisent deux sensations différentes.

## Système sensoriel humain
Selon le stimulus auquel ils réagissent, les récepteurs sensoriels humains sont :
- Chimiorécepteur
- Mécanorécepteur
- Nocicepteur
- Photorécepteur
- Thermorécepteur
- Barorécepteur